# Marina Picasso
Pour les articles homonymes, voir Picasso (homonymie).
Marina Picasso, née à Cannes le 15 novembre 1950, est une écrivaine française, connue notamment comme étant la petite-fille de Pablo Picasso.

## Biographie
Marina Picasso est née en 1950 à Cannes, dans les Alpes-Maritimes. 
Fille d'Émilienne Lotte et de Paulo Picasso, elle est la petite-fille de la danseuse ukrainienne Olga Khokhlova et de l'artiste espagnol Pablo Picasso. 
Elle est la sœur de Pablito Picasso et la demi-sœur de Bernard Ruiz-Picasso.
Elle utilise une grande partie de son héritage pour financer des efforts humanitaires en direction des enfants dans le besoin.